# Kantemir Arturowitsch Balagow
Kantemir Arturowitsch Balagow (russisch Кантеми́р Арту́рович Бала́гов; * 28. Juli 1991 in Naltschik) ist ein russischer Filmregisseur und Drehbuchautor.

## Leben
Kantemir Balagow wurde 1991 in Naltschik geboren, der Hauptstadt Kabardino-Balkariens. Er studierte zunächst Wirtschaftswissenschaften an der Universität Stawropol und wechselte 2011 an die Universität von Naltschik, wo der russische Meisterregisseur Alexander Sokurow wenige Jahre zuvor einen Filmstudiengang eingerichtet hatte. Dort realisierte er seinen Kurzfilm Perwy ja (2014).
Im Jahr 2015 führte Balagow bei der 48-minütigen, mittellangen Filmromanze Molodoi eschtscho Regie. Sein erster Langfilm Tesnota feierte im Mai 2017 bei den Internationalen Filmfestspielen in Cannes seine Premiere. Dort war er in der Sektion Un Certain Regard zu sehen und mehrfach ausgezeichnet. Der Film spielt in den 1990er Jahren in Naltschik und erzählt die Geschichte einer jüdischen Familie, die am Abend der Verlobung mit der Entführung ihres Sohnes David und dessen Braut konfrontiert wird. Tesnota beruhe auf einer wahren Begebenheit, die der Regisseur zunächst von seinem Vater, dann auch von anderen Augenzeugen gehört habe, so Balagow Tesnota erzählt die Geschichte aus der Sicht von Davids 24-jähriger, rebellischer Schwester Ilana und erkundet das Problem, ob ein Mensch sich auch selbst aufopfern müsse, um diejenigen, die ihm nahe stehen, zu retten.
Im November 2016 feierte das Filmdrama Sofitschka von Kira Kowalenko im Rahmen des Tallinn Black Nights Film Festivals seine Premiere, für das Balagow das Drehbuch verfasst hatte. Sein Film Bohnenstange, bei dem er wieder Regie führte, wurde als russischer Vorschlag in der Kategorie Bester internationaler Film für die Oscarverleihung 2020 ausgewählt. und Mitte Dezember 2019 von der Academy of Motion Picture Arts and Sciences auf die Shortlist in dieser Kategorie gesetzt. Im IndieWire Critics Poll 2020 landete Balagow für diese Regiearbeit auf dem 9. Platz.

## Filmografie
- 2014: Perwy ja (russisch Первый я; Kurzfilm)
- 2015: Molodoi eschtscho (russisch Молодой ещё)
- 2016: Sofitschka (russisch Софичка; nur Drehbuch)
- 2017: Tesnota (russisch Теснота)
- 2019: Bohnenstange (russisch Дылда / Dylda)

## Auszeichnungen
AFI Film Festival
- 2017: Nominierung für den Publikumspreis – Neue Autoren (Tesnota)

Festival Internacional de Cine de San Sebastián
- 2017: Nominierung in der Sektion Zabaltegi-Tabakalera (Tesnota)[10]

Filmfest München
- 2017: Nominierung als Bester Nachwuchsregisseur für den CineVision Award (Tesnota)

Internationale Filmfestspiele von Cannes
- 2017: Auszeichnung in der Sektion „Un Certain Regard“ – FIPRESCI-Preis (Tesnota)
- 2017: Nominierung für die Caméra d’Or (Tesnota)
- 2017: Nominierung für den Prix „Un Certain Regard“ (Tesnota)
- 2019: Auszeichnung in der Sektion „Un Certain Regard“ – Beste Regie (Bohnenstange)
- 2019: Auszeichnung in der Sektion „Un Certain Regard“ – FIPRESCI-Preis (Bohnenstange)
- 2019: Nominierung für den Prix „Un Certain Regard“ (Bohnenstange)
- 2019: Nominierung für die Queer Palm (Bohnenstange)

Internationales Filmfestival von Stockholm
- 2019: Auszeichnung mit dem Impact Award (Bohnenstange)

Viennale
- 2019: Auszeichnung mit dem Standard-Viennale-Publikumspreis (Bohnenstange)[11]